# Килер
Килѐрът (на турски: kiler) е малко помещение в жилище, обикновено без прозорци, където се държи неразваляща се храна, а също кухненски съдове и други домакински вещи. Придобива в България разширено значение на малък вътрешен склад.
В съвременните домове килерът обикновено е разположен между кухнята и трапезарията или близо до тях (ако е предназначен само за храна и свързани вещи). В азиатската култура за килер служат специални дървени шкафове.
В килера обикновено има рафтове, на които се поставят по-рядко употребявани вещи, домакински уреди, прибори, трайни хранителни продукти – в стъклени буркани, тигани, чинии, кутии с храна и други. Възможно е от тавана да висят няколко куки, на които се закачат билки, салами, луканка и други. В селските къщи килерите са по-големи, в тях може да се помести дори кухненски шкаф, докато в апартаментите те или са много малки, или изобщо липсват. От края на 1990-те години се наблюдава възвръщането на килерите по градските жилища.
За съхраняване на хранителни продукти и вещи на домакинството се използват също зимници (мазета), тавански и други складови помещения и постройки.